# Linda Fairstein
Linda Fairstein, née le 5 mai 1947 à Mount Vernon, dans le comté de Westchester, dans l'État de New York, est une ancienne procureur de district américaine devenue romancière, auteur de roman policier et de thriller. Elle est également connue pour avoir supervisé en 1989, l’accusation de cinq jeunes adolescents noirs innocents dans l'affaire de la joggeuse de Central Park, alors qu’elle était directrice du département des violences sexuelles pour le bureau du procureur fédéral de Manhattan de 1976 à 2002.

## Biographie
Elle suit les cours du Vassar College, puis étudie le droit à l'université de Virginie. Elle devient assistante du procureur de district de Manhattan en 1972, avant d'exercer de 1976 à 2002 la fonction de procureur de district (District attorney) à Manhattan. Elle s'occupe notamment des dossiers de crimes sexuels et de violences envers les femmes et les enfants. Elle rencontre au cours de sa carrière plusieurs procès médiatiques où son travail est parfois sujet à caution.
En 1989, dans le téléfilm The Preppie Murder (en) de John Herzfeld, inspiré d'une affaire dont elle fut partie intégrante dans l'enquête, c'est l'actrice Joanna Kerns qui interprète son rôle.
Dès 1996, elle s'inspire de son expérience pour écrire la série de romans policiers consacrés à la procureur de Manhattan Alexandra Cooper. En 2001, le premier volume de la série est adapté à la télévision et devient, sous la caméra de Nick Gomez, le téléfilm Tentative de meurtre (en), avec Dana Delany dans le rôle d'Alexandra Cooper.
Après avoir quitté son poste en 2002, elle poursuit sa carrière de romancière et devient consultante externe pour divers médias. Elle obtient le prix Nero en 2002 pour son roman La Maison des morts (The Deadhouse). Plusieurs de ses romans ont été traduits en français, d'abord par l'éditeur JC Lattès, puis par la maison d'éditions Le Cherche midi.
En juin 2019, elle démissionne de son poste de membre du conseil d'administration du Vassar College, où elle avait obtenu son diplôme en 1969, après la vague d'indignation qui a suivi la diffusion de la mini-série Dans leur regard (When They See Us) d'Ava DuVernay. Cette mini-série retrace l'affaire de la joggeuse de Central Park durant laquelle cinq innocents furent condamnés à tort en 1990, avant d'être innocentés en 2002, et porte une critique négative sur le travail de Fairstein et de la police new-yorkaise de l'époque,, tandis que Fairstein juge cette adaptation grossière, malveillante et inexacte.

## Œuvre

### Romans

#### SérieAlexandra Cooper
- Final Jeopardy (1996) Publié en français sous le titre L’Épreuve finale, traduction de Valérie Rosier, Paris, JC Lattès, coll. « Suspense et cie », 1997, réédition Paris, J'ai lu, coll. « Policier » no 5785, 2001
- Likely To Die (1997) Publié en français sous le titre Un cas désespéré, traduction de Valérie Rosier, Paris, JC Lattès, coll. « Suspense et cie », 1999, réédition Paris, J'ai lu, coll. « Thriller » no 6013, 2001
- Cold Hit (1999) Publié en français sous le titre La Noyée de l'Hudson, traduction de Philippe Hupp, Paris, JC Lattès, coll. « Suspense et cie », 2001, réédition Paris, J'ai lu, coll. « Thriller » no 6377, 2002
- The Deadhouse (2001) Publié en français sous le titre La Maison des morts, traduction de Denyse Beaulieu, Paris, JC Lattès, coll. « Suspense et cie », 2003
- The Bone Vault (2003) Publié en français sous le titre Caveaux funestes, traduction de Catherine Chichereau, Paris, JC Lattès, coll. « Suspense et cie », 2006
- The Kills (2004)
- Entombed (2005) Publié en français sous le titre Mausolée, traduction de Marie Dorlan, Paris, Le Cherche midi, coll. « Ailleurs », 2008, réédition Paris, Pocket no 13889, 2009
- Death Dance (2006) Publié en français sous le titre La Danse de la mort, traduction de Danièle Mazingarbe, Paris, Le Cherche midi, coll. « Ailleurs », 2009, réédition Paris, Pocket no 13889, 2009
- Bad Blood (2007)
- Killer Heat (2008)
- Lethal Legacy (2009)
- Hell Gate (2010)
- Silent Mercy (2011)
- Night Watch (2012)
- Death Angel (2013)
- Terminal City (2014)
- L'enfant et la panthère in Face à Face, Fleuve Noir, collection 12/21, 2020 (Face Off, 2014), Policier, Thriller, trad. Maxime Berrée  (ISBN 2265154709)Écrit avec Steve Martini. Anthologie réunie par David Baldacci - 11 nouvelles rédigées par des équipes de deux à trois auteurs.
- The Devil's Bridge (2015)
- Killer Look (2016)
- Deadfall (2017)
- Blood Oath (2019)

### Autres romans
- I'd Kill for That (2004), roman écrit en collaboration avec une dizaine d'écrivains, dont Rita Mae Brown, Lisa Gardner, Anne Perry et Kathy Reichs
- Surfing the Panther: Paul Madriani vs. Alexandra Cooper (2015), en collaboration avec Steve Martini

### Essais et récits de non-fiction
- Sexual Violence: Our War Against Rape (1993)
- The Best American Crime Reporting 2007 (2007), en collaboration avec Otto Penzler (en)
- Killer Charm (2012)
- How Serial Rapists Target Their Victims (2012)
- The Rape Scandal that Puts You at Risk: From the Files of Linda Fairstein (2012)
- The Five Most Dangerous Places for Women (2012)
- The Most Surprising Crime Zone: Your Own Home (2012)
- Why Some Women Lie About Rape (2012)

## Filmographie

### Comme auteur adapté
- 2001 : Tentative de meurtre (en) (Final Jeopardy), téléfilm américain réalisé par Nick Gomez d'après le roman éponyme, avec Dana Delany dans le rôle d'Alexandra Cooper.

## Prix et distinctions notables
- Prix Nero 2002 pour le roman La Maison des morts (The Deadhouse).
- Silver Bullet Award (en) en 2010.